# Camera dei comuni

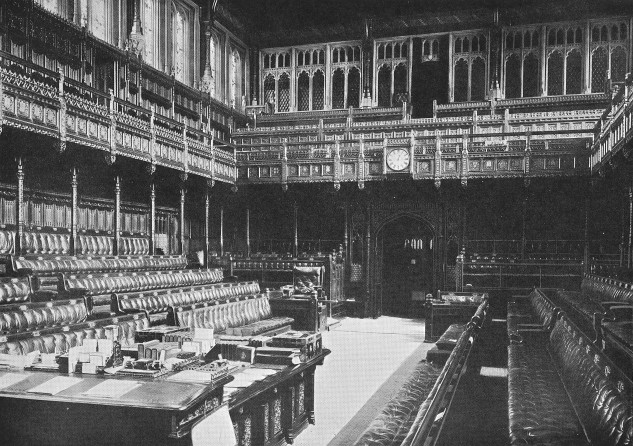
Camera dei comuni britannica

La Camera dei comuni (in inglese: House of Commons) è una delle due assemblee parlamentari che costituiscono alcuni dei Parlamenti di derivazione anglosassone.

## Storia
In origine, "i comuni" erano uno degli stati del regno. Nella politica europea pre-illuminismo il parlamento tipicamente divideva il governo tra i diversi "stati" della società.
I comuni rappresentavano i cittadini delle città e dei villaggi non feudalizzati, ad esempio gli appartenenti alle corporazioni artigianali, i borghesi e i piccoli proprietari, in contrapposizione con i proprietari terrieri e la classe dirigente. Altri stati includevano i prelati, i nobili, i mercanti e i cavalieri. La Camera dei comuni venne creata per servire da sbocco politico per la classe dei "comuni", mentre le classi dell'élite erano rappresentate nella Camera dei lord. La Camera dei comuni era perciò eletta dal popolo, mentre i membri della Camera dei lord erano nominati sulle basi di varie forme di merito, come la linea dinastica o i servigi forniti al Regno.
La parola commons (comuni) è stata a volte confusa con commoner (cittadino comune), ma esse sono in realtà molto diverse in questo contesto. Solitamente si pensa che "Comuni" sia un'abbreviazione di "cittadini comuni", mentre in realtà il termine deriva dalla parola "comune", nel senso di "villaggio, paese". 
Fino al Cinquecento la Camera non ebbe una sede propria ma utilizzò spesso una delle sale dell'Abbazia di Westminster ma dopo la Riforma anglicana e soprattutto il trasferimento della Corte a Whitehall, Enrico VIII d'Inghilterra concesse stabilmente l'uso del vecchio Palazzo di Westminster alle Camere.
Rispetto ai bicameralismi che si diffusero tra i Paesi del Commonwealth alla fine dell'Ottocento ed all'inizio del Novecento, sono rimasti solo il Parlamento britannico ed il Parlamento canadese, ad avere una camera bassa che assume la denominazione di House of Commons.
In Irlanda il titolo è stato storicamente usato da tre corpi:
- la Camera dei comuni d'Irlanda, dal 1297 al 1801 (con sede al castello di Dublino, poi nel palazzo del Parlamento, sempre a Dublino) e dal 1921 al 1922 (con sede nel palazzo del Governo di Dublino);
- la Camera dei comuni dell'Irlanda del Nord, dal 1921 al 1972 (con sede nel palazzo del Parlamento di Belfast).

Alla fine del XIX secolo il termine aveva già una reputazione di elemento datato e classista. Conseguenza di ciò fu il cambio di nome in Camera dei rappresentanti in molte colonie britanniche con autonomia governativa.

## Corpi specifici

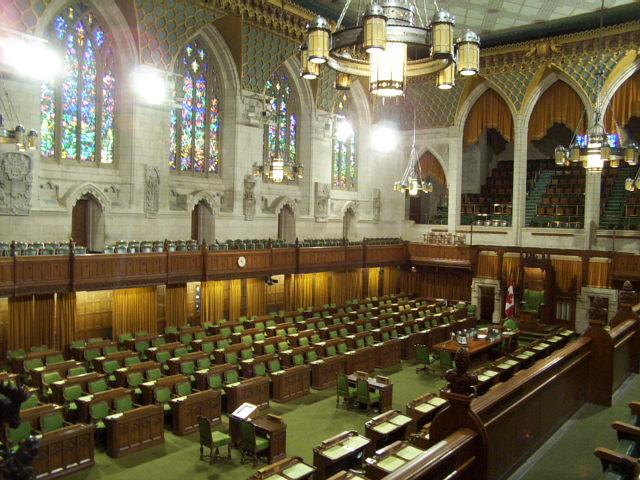
Camera dei comuni canadese

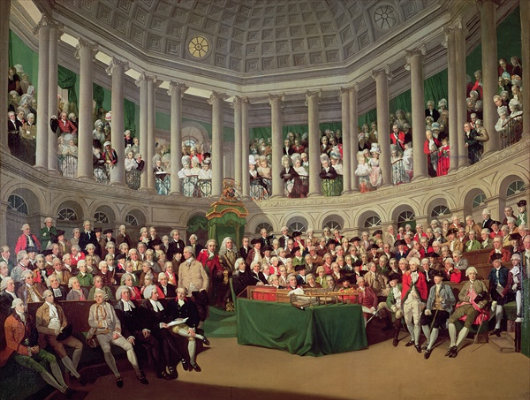
La Camera dei comuni irlandese
La prima Camera mai costruita appositamente per le assemblee. Dipinto c.1780.

Benché il titolo di  Camera dei comuni sia solitamente associato al sistema Westminster, in pratica sono oggigiorno solo due Paesi ad utilizzarlo: 
- il Regno Unito con la Camera dei comuni britannica (con sede nel palazzo di Westminster, Londra), preceduta storicamente da:
  - la Camera dei comuni d'Inghilterra, dal 1295 al 1706 (con sede a Westminster)
  - la Camera dei comuni di Gran Bretagna, dal 1707 al 1801 (con sede a Westminster)
- il Canada con la Camera dei comuni canadese, con sede a Parliament Hill, Ottawa.

È presieduta, in ambedue i casi, dallo speaker.
Nel Regno Unito, come in Canada, la Camera dei comuni ha in genere un potere maggiore rispetto alla camera alta (rispettivamente la Camera dei lord e il Senato). Il capo del partito di maggioranza ai Comuni diviene, in genere, primo ministro.